# Tertiärer Bildungsbereich in Deutschland

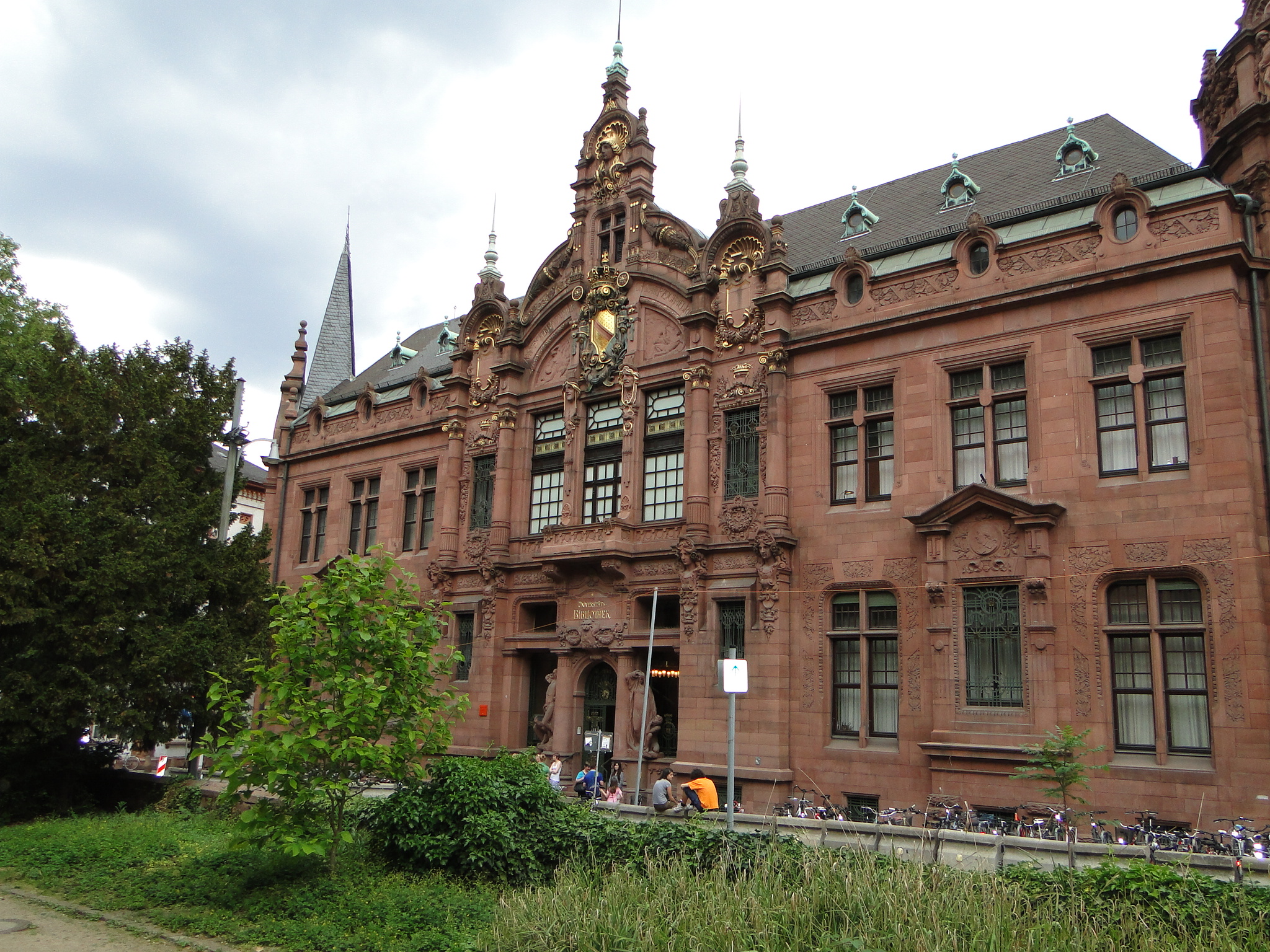
Die Ruprecht-Karls-Universität Heidelberg (1386 gegründet) ist die älteste Einrichtung des tertiären Bildungsbereiches in Deutschland.

Bildungsgänge im deutschen Bildungssystem

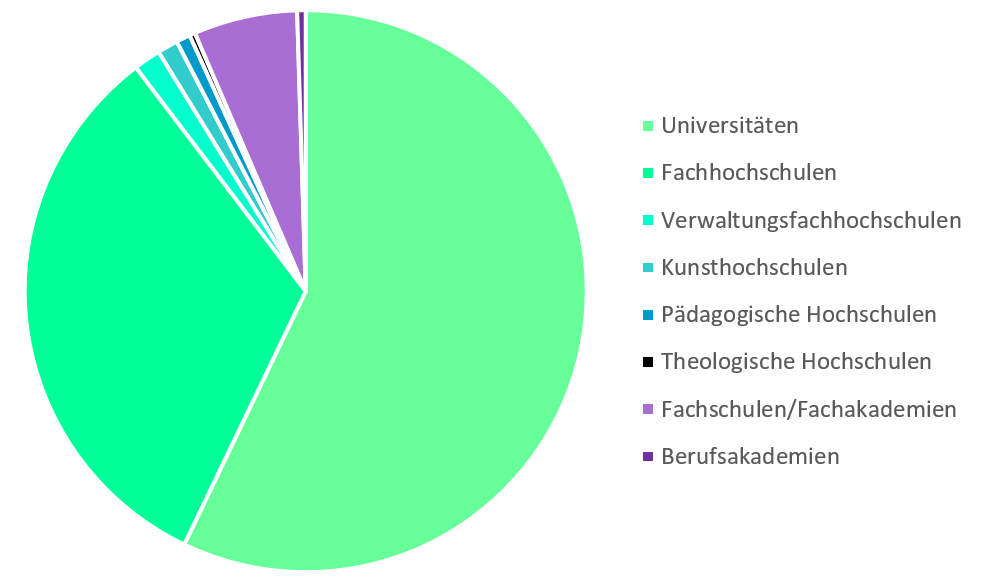
Zusammensetzung der im tertiären Bildungsbereich Deutschlands Studierenden, nach Schulart. Grün/blau: Hochschulen; violett: andere Schularten.

Der tertiäre Bildungsbereich in Deutschland umfasst die Bildung an Universitäten, Fachhochschulen, Berufsakademien, Fachakademien (Bayern) und Fachschulen.

## Politische Zuständigkeit
Das Hochschulwesen liegt im Verantwortungsbereich der Bundesländer. Das Hochschulrahmengesetz des Bundes sollte 2008 auslaufen.

## Finanzbedarf und Ausgaben der Universitäten und Hochschulen
Die Finanzierung der staatlichen Universitäten und Hochschulen in der Bundesrepublik Deutschland erfolgt insbesondere durch die Bundesregierung und die Landesregierungen über Steuergelder der Steuerzahler. Studiengebühren wie in den USA, England, Irland, Kanada gibt es in Deutschland nicht. Das gilt auch für ausländische Studenten.
Als Beispiel verfügte Deutschland im Jahr 2019 über etwa 799 Milliarden Euro Steuereinnahmen.
Die Ausgaben der Universitäten und Hochschulen in Deutschland betrugen im Jahr 2019 etwa 61 Milliarden Euro (siehe Tabelle). An den Universitäten und Hochschulen in Deutschland studierten im Jahr 2019 etwa 2,9 Millionen Studenten. Davon waren etwa 14 % ausländische Studenten. Etwa 1 Million Studenten studierten Fächer im Bereich Mathematik, Informatik, Natur- und Technikwissenschaften. Im Jahr 2019 gab es etwa 49.000 Professoren und Professorinnen in Deutschland.
In Deutschland gibt es nur wenige private Universitäten und Hochschulen. Als Beispiel kostet ein Semester an der „WHU: Private Hochschule für Wirtschaft & Management“ für EU-Studenten etwa 7600,- Euro, für internationale Studenten über 12750,- Euro. An der privaten Hochschule der Bayerischen Wirtschaft kostet ein Semester für eine Bachelor Studium etwa 500,- Euro pro Monat, sowie an der Hamburger Fernhochschule etwa 300,- Euro Gebühren pro Monat.
| in Millionen Euro             | 1995  | 2000  | 2005  | 2012  | 2013  | 2014  | 2015  | 2016  | 2017  | 2018  | 2019  | 2020  |
| ----------------------------- | ----- | ----- | ----- | ----- | ----- | ----- | ----- | ----- | ----- | ----- | ----- | ----- |
| Universitäten und Hochschulen | 24996 | 27509 | 30974 | 45012 | 46314 | 48207 | 50028 | 52114 | 54098 | 57283 | 61012 | 64437 |

Quelle: Statistisches Bundesamt: Finanzen der Hochschulen – Fachserie 11 Reihe 4.5
Im Vergleich zu den relativ günstigen durch den Steuerzahler finanzierten Studiengebühren in Deutschland, kostet der Meister in Elektrotechnik, oder für Heizungsbauer an Handwerkskammern in Deutschland mehr als 11.000,- Euro.
Die Studiengebühren in Deutschland ermöglichen Studenten zudem häufig günstigere Preise für die Nutzung staatlicher Verkehrsbetriebe oder Museen.
Entsprechend dem Statistischen Bundesamt betrugen die gesamten Ausgaben für Bildung, Forschung und Wissenschaft im Jahr 2020 über 334 Milliarden Euro in Deutschland.

## Arten von Schulen
In Deutschland bestanden im Studienjahr 2018/2019 insgesamt 426 Hochschulen. Zum tertiären Bereich zählen in Deutschland außerdem Fachschulen, Fachakademien und Berufsakademien die alle außerhalb des Hochschulbereichs liegen. Bei den Berufsakademien findet die Hälfte der Studienzeit in Unternehmen statt. An Fachschulen können spezielle Fortbildungen, die etwa zum Techniker oder Meister führen, besucht werden.
| Schulart                            | Zahl (2018/2019) | Zulassungsvoraussetzungen                                    | Studierendenzahl 2018/2019 | Quellen und Anmerkungen |
| ----------------------------------- | ---------------- | ------------------------------------------------------------ | -------------------------- | ----------------------- |
| Universitäten                       | 106              | Abitur oder gleichwertiger Abschluss                         | 1.753.038                  | [ 20 ]                  |
| Fachhochschulen                     | 216              | Abitur, fachgebundene Hochschulreife oder Fachhochschulreife | 998.942                    | [ 20 ]                  |
| Verwaltungsfachhochschulen          | 30               | Abitur, fachgebundene Hochschulreife oder Fachhochschulreife | 47.780                     | [ 20 ]                  |
| Kunsthochschulen                    | 52               | Abitur oder fachgebundene Hochschulreife                     | 36.483                     | [ 20 ]                  |
| Pädagogische Hochschulen            | 6                | Abitur oder gleichwertiger Abschluss                         | 24.866                     | [ 20 ]                  |
| Theologische Hochschulen            | 16               | Abitur oder gleichwertiger Abschluss                         | 2.500                      | [ 20 ]                  |
| Hochschulen insgesamt               | 426              |                                                              | 2.867.586                  | [ 21 ]                  |
| Fachschulen und Fachakademien       | 1.482+99         | Abschluss in einem anerkannten Ausbildungsberuf              | 192.119                    | [ 22 ]                  |
| Berufsakademien                     | 55               | Abitur, fachgebundene Hochschulreife oder Fachhochschulreife | 10.723                     | [ 23 ] [ 24 ] [ 25 ]    |
| Tertiärer Bildungsbereich insgesamt | 2.062            |                                                              | 3.070.428                  |                         |

## Hochschulstudium

### Aufgaben der Hochschulen
Die wesentliche Aufgabe der Hochschulen besteht in der Forschung, der Wissenschaft, der Lehre, der Vermittlung von Wissen und Kompetenzen im Studium und der Weiterbildung sowie dem Verleihen akademischer Grade. Hierzu sind die Hochschulen in verschiedene Fakultäten oder Fachbereiche differenziert, die verwandte Wissenschaften in sich vereinigen. Hinzu kommen zahlreiche Verwaltungs- und Serviceeinrichtungen an jeder einzelnen Hochschule.

### Aufbau des Studiums
Der Aufbau des Studiums selbst wird gemäß den Landeshochschulgesetzen durch Studienordnungen und Prüfungsordnungen geregelt, welche von den Hochschulen autonom festgelegt werden. Auch die Studienabschlüsse, die erworben werden können, hängen vom Studiengang ab. Zu den wichtigsten gehören der Magister, das Diplom, das Staatsexamen, der Bachelor sowie die Abschlüsse des postgradualen Studiums, etwa der Master und der Doktor. Der Zugang zu einer Professur hängt nicht mehr von einer Habilitation ab. Durch den Bologna-Prozess wurden die meisten Magister- und Diplomstudiengänge in Bachelor- und Masterstudiengänge umgewandelt. Bei Studiengängen mit Staatsexamina wie den Lehrämtern, Jura oder der Medizin ist diese Entwicklung noch unabsehbar.

#### Grundständiges und postgraduales Studium
Man unterscheidet zwischen grundständigem Studium, das zu einem ersten Hochschulabschluss führt (Bachelor, Diplom, Magister, erstes Staatsexamen, Lizenziat, Baccalaureus), und postgradualem Studium (Master), das ein grundständiges Studium voraussetzt. Auch ein Doktorstudium ist ein postgraduales Studium. Der deutsche Begriff postgradual bedeutet nach Erstabschluss eines Hochschulstudiums erfolgend.

#### Studiengang und Abschluss
Es gibt eine Vielzahl unterschiedlicher Studiengänge. Das Studium kann auf ein bestimmtes Fachgebiet ausgerichtet sein oder interdisziplinär sein. Der Ablauf eines Studiengangs ist teilweise fachspezifisch geregelt, teilweise auch durch Rechtsvorschriften der Länder einer akademischen Ausbildungsstätte, kann manchmal auch vom Studenten recht frei gewählt werden. Überwiegend werden in einem Fach oder Fachbereich mehrere Studiengänge angeboten, die mit unterschiedlichen Abschlüssen (Bachelor, Diplom, Akademiebrief, Staatsexamen, Magister, Master, Meisterschüler, Lizentiat, Promotion) enden und damit teilweise auch für unterschiedliche berufliche Wege qualifizieren.

##### Diplom
Das Studium im Diplom-Studiengang gliedert sich zumeist in zwei Teile. Das zwei- bis viersemestrige Grundstudium wird meist mit einer Diplomvorprüfung (siehe auch Vordiplom) oder Ähnlichem abgeschlossen. Darauf folgt das vier- bis sechssemestrige Hauptstudium, an dessen Ende das mit bestandener Diplomprüfung verliehene Diplom steht. Oft findet eine spezielle dem Studiengang entsprechende Differenzierung, Spezialisierung und Schwerpunktsetzung erst im Hauptstudium statt, während das Grundstudium eher dem Vermitteln von Grundkenntnissen, -fertigkeiten und der Orientierung dient. Dadurch werden Hauptstudien-Veranstaltungen von vielen Studenten als interessanter empfunden.
An Universitäten beträgt die Regelstudienzeit eines Diplomstudiums je nach Studiengang acht bis zehn Semester. An Fachhochschulen haben Diplomstudiengänge eine kürzere Regelstudienzeit von meist acht Semestern und ein anderes Grundkonzept, das mehr Praxisnähe erreichen soll. Dieser akademische Diplomgrad wird mit dem Zusatz „FH“ in runden Klammern verliehen. Die rechtlichen Regelungen für diese und alle anderen Prüfungen an Hochschulen sind in den jeweiligen Studienordnungen und Prüfungsordnungen geregelt.
Im Zuge des Bologna-Prozesses wurde das Diplomstudium in seiner bisherigen Form abgelöst, jedoch blieben Ausnahmen bestehen. So wird etwa an der Universität Greifswald der Studiengang Betriebswirtschaftslehre mit dem Abschluss Diplom-Kaufmann nicht zugunsten des Bachelor-Studiengangs abgeschafft, sondern alternativ zu ihm angeboten.

##### Magister Artium
In Deutschland gibt es (ausschließlich an Universitäten und für geistes- und sozialwissenschaftliche Fächer) den Magister-Studiengang, der sich ebenfalls in ein Grundstudium, an dessen Ende eine Zwischenprüfung steht, und ein Hauptstudium gliedert. Das Studium besteht in der Regel aus einem Hauptfach und zwei Nebenfächern oder aus zwei Hauptfächern und gestaltet sich wesentlich freier als der Diplom-Studiengang. Nach Annahme der Abschlussarbeit, der sogenannten Magisterarbeit, sowie dem Bestehen der Abschlussprüfung in den jeweiligen Studienfächern erlangt man den akademischen Grad eines Magister Artium. Im Zuge des Bologna-Prozesses wurden auch die meisten Magisterstudiengänge in Bachelor- und Masterstudiengänge umgewandelt.

##### Bachelor und Master
In Deutschland wurden der einstufige Diplom-Studiengang und der einstufige Magister-Studiengang im Rahmen des Bologna-Prozesses durch das zweistufige Studiensystem mit den Abschlüssen Bachelor und Master ersetzt. Ob andere Studienabschlüsse wie das Staatsexamen abgeschafft werden oder womöglich parallel erworben werden können, ist Gegenstand aktueller Diskussionen.
Bachelor und Masterabschlüsse erhalten keinen Fachzusatz wie Diplomabschlüsse, sondern werden in wenige Fächergruppen unterteilt. Die Bezeichnung wird um of und den Zusatz der Fächergruppe ergänzt: Arts, Science, Engineering, Laws, Fine Arts, Music und Education. So wird beispielsweise der Bachelor of Arts in der Fächergruppe der Geisteswissenschaften verliehen. In Masterstudiengängen, die nicht auf einem Bachelor aufbauen, können auch abweichende Bezeichnungen verliehen werden, dies ist abgesehen vom Master of Business Administration jedoch selten.
In Deutschland erlauben es manche Bundesländer – etwa Bayern – den Hochschulen, die akademischen Grade stattdessen in ihrer lateinischen Bezeichnung, also Bakkalaureus bzw. Magister, zu verleihen. Der akademische Grad darf vom Absolventen jedoch nur gemäß der Verleihungsurkunde geführt werden, ein wahlweises Benutzen der Abschlussbezeichnungen Bachelor of Arts und Bakkalaureus der Künste ist nicht möglich.

##### Staatsexamen
Am Ende des Studiums in den Fächern Rechtswissenschaft, Medizin, Veterinärmedizin, Zahnmedizin, Pharmazie, Lebensmittelchemie und in den Lehramtsstudiengängen stehen in der Bundesrepublik Deutschland staatliche Abschlussprüfungen, nämlich das sogenannte Erste Staatsexamen bzw. mehrere Abschnitte von ärztlichen Prüfungen. In diesen Studienfächern prüfen die Hochschulen ihre Absolventen nicht in eigener Verantwortung; die Prüfungen werden stattdessen durch staatliche Stellen durchgeführt (Prüfungsämter bei den Justiz-, Gesundheits-, Kultusministerien).

##### Weitere wissenschaftliche Abschlüsse
An kleineren – insbesondere kirchlichen – deutschen Hochschulen, vor allem in geisteswissenschaftlichen Fächern, gibt es den Abschluss des Baccalaureats und das Lizentiat.

##### Kirchliche Abschlüsse
Studiengänge, die auf das geistliche Amt (Pfarrer, Pastor, Priester) abzielen (Theologie), enden in Deutschland in der Regel mit dem Ersten Kirchlichen Examen (Synonym: Erstes Theologisches Examen) bzw. Kirchliche Dienstprüfung, das dem akademischen Grad des Diploms entspricht (Diplomtheologe, Dipl. theol.) und teilweise auch so angerechnet werden kann. Danach kann in der evangelischen Kirche das Vikariat (evangelisch) folgen, das mit dem Zweiten Kirchlichen Examen endet und mit der Ordination zum Beruf des Pastors führt (siehe Evangelische Theologie, Abschnitt Universitäten und Hohe Schulen im Zeitalter des Konfessionalismus). In der katholischen Kirche folgt die pastorale Ausbildung, parallel dazu ab dem dritten Semester im Priesterseminar auch die Tätigkeit als Diakon und nach Abschluss des Priesterseminars das Vikariat (katholisch).

##### Künstlerische Abschlüsse
An Kunsthochschulen (Kunstakademien, Musikhochschulen, Theater- und Filmhochschulen) werden akademische Grade – häufig in Form des Diplomgrades – und künstlerische Hochschulabschlüsse erworben. Bei Lehramtsstudiengängen ist der Abschluss das Erste Staatsexamen.

#### Kombistudium und duales Studium

##### Kombistudium
Ein Kombistudium kombiniert eine verkürzte Berufsausbildung mit einem dazu passenden (oft technisch geprägten) Studium. Die einzelnen Hochschulen haben für die Form der kombinierten Ausbildung verschiedene Namen. An der Hochschule Albstadt-Sigmaringen heißt dies beispielsweise „Kombistudium“ – an der Hochschule Heilbronn „Kooperatives Studienmodell“.
Angeboten wird dieses Modell inzwischen von einigen Hochschulen in enger Zusammenarbeit mit den Firmen aus der jeweiligen Region und den beteiligten Industrie- und Handelskammern.
Beim Kombistudium wird während der ersten Zeit 2,5 Jahre eine (verkürzte) Berufsausbildung gemacht und auch bereits Zeit Semester an der Hochschule absolviert. Anschließend folgt das Modell dem des BA-Studiums (während des Semesters Hochschule, in den Semesterferien Betrieb). Das Praxissemester entfällt (teilweise) aufgrund der schon vorhandenen Betriebserfahrung.
Die Gesamtdauer des Kombistudiums beträgt 4,5 Jahre. Abgeschlossen wird mit dem Bachelor of Engineering bzw. Science der jeweiligen Fachrichtung sowie mit einem IHK-Zertifikat für die jeweilige Ausbildung. Diese Form der Berufsbildung zeichnet sich vor allem durch die Finanzierung durch die Betriebe (Azubi-Gehalt/Stipendium) sowie durch schon vorhandene Berufserfahrung und die beiden Abschlüsse in verkürzter Zeit zum Ende des Studiums aus.

##### Duales Studium
Als duales Studium wird in Anlehnung an das duale Ausbildungssystem ein Hochschulstudium mit fest integrierten Praxisblöcken in Unternehmen bezeichnet. Von „klassischen“ Studiengängen unterscheidet es sich durch einen höheren Praxisbezug, der abhängig von Studiengang und Hochschule variiert. Freie Tage werden meist über den Urlaubsanspruch im zugrunde liegenden Ausbildungsvertrag geregelt.

### Zulassungsvoraussetzungen
Um an einer deutschen Hochschule studieren zu können, ist im Allgemeinen eine Form der Hochschulreife erforderlich: Für ein Studium an einer Universität die allgemeine (zum Beispiel Abitur, International Baccalaureate) oder fachgebundene Hochschulreife, für ein Studium an einer Fachhochschule die Fachhochschulreife. Des Weiteren können in Deutschland auch Personen ohne Hochschulzugangsberechtigung zum Hochschulstudium zu einigen Studiengängen zugelassen werden, wenn sie beruflich qualifiziert sind und Berufserfahrung nachweisen; ferner sind je nach Bildungseinrichtung und Studiengang besondere Prüfungen und ein Probestudium erforderlich. Weitere Zulassungsbedingungen sind von Studiengang zu Studiengang sehr verschieden (beispielsweise Eignungsprüfung, Fremdsprachenkenntnisse, Praktika vor Studienbeginn).
Bei einigen Studienfächern bestehen Zulassungsbeschränkungen (siehe Numerus clausus). Bei Fächern, die bundesweit an vielen Hochschulen zulassungsbeschränkt sind, werden der Gerechtigkeit wegen die Studienplätze über die Stiftung für Hochschulzulassung (SfH) vergeben. Der Trend geht aber dahin, dass die einzelnen Hochschulen ihre Studierenden selbst auswählen sollen. Daneben bestehen auch örtliche Zulassungsbeschränkungen für einzelne Fächer an Universitäten und Fachhochschulen.
Bei der Zulassung zum Studium berät unter anderem die Studienberatung der jeweiligen Hochschulen. Seit einiger Zeit besteht die Tendenz, dass immer mehr Hochschulen im Rahmen ihrer Studienberatung Studienwahltests anbieten. Außerdem wird immer häufiger das Ablegen eines Studierfähigkeitstests verlangt; letzteres vor allem von Seiten privater Hochschulen. In Deutschland haben im Studienjahr 2019/20 insgesamt 508.229 Personen ein Studium begonnen.

### Studienplatzbewerbung
Um einen Studienplatz zu erhalten, müssen Studierwillige sich um diesen zuvor bewerben. Bis 2005 wurden die meisten Studienplätze in Deutschland über die Zentrale Studienplatzvergabe (ZVS) vergeben. Unter ihrem neuen Namen Stiftung für Hochschulzulassung vergibt diese Einrichtung noch heute Studienplätze in einigen Fächern mit besonders strengen Zulassungseinschränkungen, wie etwa Medizin, Pharmazie, Tiermedizin und Zahnmedizin. Die große Mehrzahl der Studienplätze wird von den Hochschulen heute jedoch direkt vergeben, mit der Folge, dass auch Bewerbungen direkt an die Schule zu richten sind. Studienplatzbewerbungen erfolgen heute meist online, wobei unter Umständen bestimmte Unterlagen per Post eingereicht werden müssen. Welche Unterlagen benötigt werden, entscheiden die Hochschulen; für ein Bachelorstudium genügen oft das ausgefüllte Antragsformular und ein Nachweis der Hochschulzugangsberechtigung. In einigen Fächern jedoch wird Zusätzliches verlangt, etwa die Teilnahme an einem Studienorientierungsverfahren, eine Aufnahmeprüfung, die Einreichung einer Mappe mit Arbeitsproben, eine Eignungsprüfung, Fremdsprachenkenntnisse oder Vorpraktika. Bestimmte zusätzliche Unterlagen werden auch von Bewerbern verlangt, die keine deutschen Staatsbürger sind. In allen Fällen müssen Bewerbungsfristen eingehalten werden, die von der jeweiligen Hochschule festgesetzt werden. Oft ist Bewerbungsschluss für das Wintersemester der 15. Juli, für das Sommersemester der 15. Januar. Viele Hochschulen erheben für die Bearbeitung der Bewerbung eine Gebühr.

### Studienförderung
Der Staat zahlt unter bestimmten Bedingungen einen Zuschuss zum Lebensunterhalt nach dem BAföG. Daneben gibt es für besonders leistungsfähige und engagierte Studierende Stipendien diverser Stiftungen.

### Studienanfänger und -absolventen

#### Definitionen
Die Studienanfängerquote gibt an, wie viel Prozent eines Geburtsjahrgangs tatsächlich ein Studium aufnehmen. Nach dem Verfahren des Statistischen Bundesamts wird die Zahl der Studienanfänger, die einem Studienberechtigtenjahrgang angehören, über mehrere Jahre addiert und dann als Anteilswert berechnet. Diese Vorgehensweise liefert Quoten, die erst nach fünf Jahren annähernd vollständig verfügbar sind. Ausländische Studienanfänger werden statistisch mitgezählt, so dass es immer mehr Studienanfänger als Abiturienten und Fachhochschulabsolventen in Deutschland gibt.
Die Studienabsolventenquote gibt an, wie viel Prozent eines Geburtsjahrgangs ihr Studium mit einem Erstabschluss oder einem Folgeabschluss (Master, Promotion etc.) erfolgreich beenden. Sie errechnet sich aus Studienanfängerquote, Studienabbrecherquote und der Quote der Studierenden mit Studienfachwechsel. Diese Quote weist auf die hochqualifizierten Fachkräfte hin, die einer Gesellschaft zur Verfügung stehen. Wer erst einen Bachelorabschluss erwirbt und darauf einen Folgeabschluss, wird zweimal in der Statistik gezählt. Das erklärt teilweise den starken Anstieg der Absolventenquote seit etwa 2009.
Die Promotionsquote gibt an, wie viel Prozent eines Geburtsjahrgangs eine Promotion (Doktor) erfolgreich abschließen. Sie wird in der Regel als Folgeabschluss gezählt, da meistens ein Erstabschluss vorausgeht.

#### Zahlen und Quoten
Über die Jahrzehnte steigt der Akademikeranteil in Deutschland vergleichbar mit anderen Ländern der Europäischen Union. So nahm der Anteil der Studienanfänger in der EU von 17 % im Jahr 1970 auf 67 % 2014 zu. Allerdings vervielfachte er sich im selben Zeitraum in weniger entwickelten Ländern. Dort allerdings auf niedrigerem Niveau.
| Studienanfänger          | 358.946 | 424.273 | 554.882 | 511.997 | 504.882 | 513.166 | 511.997 | 508.229 |         |         |
| Studienanfängerquote (%) | 37,3    | 39,3    | 35,6    | 43,3    | 58,3    | 57,0    | 57,3    | 56,2    |         |         |
| Absolventenzahl          | 208.606 | 218.146 | 265.704 | 338.656 | 460.503 | 501.734 | 498.675 | 508.245 | 476.913 | 517.944 |
| Absolventenquote (%)     | 17,4    | 18,4    | 22,2    | 29,2    | 31,7    | 31,8    | 31,2    |         |         |         |

##### Promotionen
Im Jahr 2018 gab es in Deutschland 27837 Promotionen, davon 12576 von Frauen (2015: 29.218, davon von Frauen 13.052). Das Durchschnittsalter der Promovierten lag bei 30,5 Jahren. Etwa 196.000 Studierende strebten im Wintersemester 2014/15 den Abschluss an. Die Promotionsquote eines Jahrgangs liegt um 2 Prozent, der Anteil an der Bevölkerung zwischen 18 und 65 Jahren 1,4 Prozent.

#### Entwicklung nach 1945
Zwischen 1975 und 1994 stagnierte die westdeutsche Universitätsabsolventenquote zwischen 8 und 9 Prozent trotz steigender Abiturientenquote, weil nur ein kleinerer Teil der Abiturienten tatsächlich studierte, und weil viele Studenten das Studium abbrachen. Ähnliches gilt mit Bezug auf die Fachhochschulen. Der Expansionsertrag „versickerte“.
In den ersten zwanzig Jahren der DDR (also bis etwa 1970) lag die Abiturientenquote leicht über der bundesdeutschen (1970: 13 zu 11 Prozent). Dann wurde die Bildungsexpansion politisch blockiert, die Abiturientenquote (aus zweijähriger EOS und dreijähriger Berufsausbildung mit Abitur) und die Studienanfängerquote lagen 1989 bei 14 Prozent, in der BRD bei 24 Prozent bzw. 20 Prozent. Die akademische Absolventenquote der DDR kam aber trotz geringerer Abiturientenquote der westdeutschen nahe, weil fast alle Studenten einen Abschluss erhielten. 1988/1989 hatten jeweils 8 Prozent der Erwerbstätigen in Ost und West einen Universitätsabschluss (incl. Lehrerausbildung).
Zwischen 2003 und 2008 ging die Zahl der Studienanfänger prozentual zurück, was auf die damalige Einführung von Studiengebühren zurückzuführen war. Durch die Umstellung auf Bachelor und Master erwerben viele Studierende zwei Abschlüsse.

### Wahl und Wechsel des Studienortes
Laut einer Befragung von Infas im Jahr 2015 lag der aktuelle Studienort oder der, an dem am längsten studiert wurde, aktueller oder ehemaliger Studierender mit 55 % in den meisten Fällen weniger als 100 km vom Heimatort entfernt. In 17 % der Fälle betrug die Entfernung zwischen Heimatort und Studienort 100 bis 200 km, in 12 % 200 bis 300 km und in 15 % über 300 km.
Ein Anteil von 69 % der Befragten hatte den Studienort während des Studiums nicht gewechselt und plante auch nicht, das zu tun. Für 42 % der Befragten, die den Studienort gewechselt hatten, war die Anzahl der Hochschulstandorte größer als zwei.

### Kritik
Die universitäre Lehre gilt als verbesserungswürdig. Ein krasses Beispiel zeigt die Juristenausbildung, die stark durch universitätsfremde Repetitoren gestützt wird. Das Bachelorstudium ist durch eine starke Verschulung geprägt, offensichtlich um schulische Defizite konzentriert aufzuholen. Damit sollte die Studienabbrecherquote gesenkt werden, was offenbar bisher noch nicht gelungen ist.
Die Finanzierung der Hochschulen wird zunehmend zum Kernproblem. Der finanzschwache Staat möchte, dass die Hochschulen hohe Drittmittel einwerben bei anderen staatlichen Finanztöpfen, der Industrie oder Stiftungen. Zu den Geldgebern gehören auch halbstaatliche Institutionen wie die Deutsche Forschungsgemeinschaft. Die Finanzierung verschiebt sich von einer staatlichen Grundfinanzierung auf eine schwankende Projektfinanzierung, bei deren Ausschreibung nach Meinung von Kritikern oft propagandistischer oder modischer Etikettenschwindel betrieben wird.
Die Ausstattung der meisten Hochschulen mit Personal und Räumen liegt weit unter dem Bedarf, so dass der Studienbetrieb vor allem an Massenuniversitäten recht unpersönlich und mit nur schlechter Betreuung abläuft. Die aktuelle Diskussion kreist um Studiengebühren mit einer stärkeren Eigenbeteiligung der Studenten oder eine verstärkte Förderung durch den Bund wie durch die Exzellenzinitiative. Die Föderalismusreform der Großen Koalition hat 2006 die Rechte der Bundesländer im Hochschulbereich noch gestärkt. Es bleibt unentschieden, ob viele gute Hochschulen oder wenige Spitzenuniversitäten der bessere Weg sind. Viele befürchten eine fehlende Konzentration der Mittel auf weltweit konkurrenzfähige Spitzenforschung durch die föderale Struktur. Politisch brisant ist das Süd-Nord-Gefälle in der Bewertung von Hochschulen als Spitzenleister. Die Spitzenforschung droht sich zurzeit im Süden zu konzentrieren. Außerdem gehen Spitzenforscher lieber z. B. an die Max-Planck-Institute, wo sie von der Massenlehre weitgehend entlastet sind. Ein anderer Teil wandert ins Ausland ab (z. B. USA, Schweiz), wo bessere Bedingungen gegeben sind (Braindrain). Dem steht eine konstante Rückwanderung von Wissenschaftlern gegenüber.
In Deutschland absolvieren etwa 30 % eines Jahrgangs ein Hochschulstudium. Obwohl dieser Wert langsam ansteigt, erscheint er vielen zu gering, um im Wettbewerb von Wissenschaft, Forschung und Entwicklung in Hochtechnologieländern mitzuhalten. Sie fordern eine weitere Erhöhung der Studienanfängerquote, die durch mehr Abiturienten bzw. eine höhere Quote von Studienanfängern unter diesen und die Öffnung der Hochschulen für Berufstätige ohne Abitur zu erreichen wäre. Zudem könnten weniger Abbrecher die Absolventenquote steigern. Dem halten andere entgegen, eine Steigerung durch gering qualifizierte Studenten erzeuge keine höhere Qualität. Außerdem sei die Finanzierung der Hochschulen schon jetzt auf einem finanzpolitisch begründeten Minimum angekommen. Der Vergleich mit anderen Ländern berücksichtigt nicht, dass viele Abschlüsse der Berufsbildung anderswo über ein Studium erreicht werden (zum Beispiel Krankenschwester in Schweden).
In ihrem im März 2025 erschienenen Buch Akadämlich äußert die deutsche Professorin Zümrüt Gülbay-Peischard ihre Erfahrung, dass nur ein Drittel der Studenten sehr gut sei und an die Hochschulen gehöre, ein weiteres Drittel könne man abholen, mit denen könne man was machen und aus denen könne was werden, aber ein Drittel der Studenten sei ihres Erachtens an den Hochschulen fehl am Platz.